# Admiralsflagge
Eine Admiralsflagge war in der Segelschiffzeit zunächst die Flagge eines Flottenkommandeurs (meistens ein Admiral). Sie wurde bei Anwesenheit des Kommandeurs auf dem Admiralschiff gesetzt. Später wurden aus der Admiralsflagge Kommandozeichen für die verschiedenen Dienstgrade und Dienststellungen in den Marinen und Kriegsflotten der Welt. Als Zeichen ihrer Anwesenheit auf einem Schiff dürfen verschiedene Personen auch heute noch ihre Flagge setzen lassen. Diese Flaggen haben heute meistens die Form von Standern, Doppelstandern und Wimpeln.